# Cuphodes lithographa
Cuphodes lithographa är en fjärilsart som först beskrevs av Edward Meyrick 1912.  Cuphodes lithographa ingår i släktet Cuphodes och familjen styltmalar. Inga underarter finns listade i Catalogue of Life.